# Lady Jane
Lady Jane är en brittisk långfilm från 1986 i regi av Trevor Nunn, med Helena Bonham Carter, Cary Elwes, John Wood och Michael Hordern i rollerna. Filmen handlar om Lady Jane Grey.

## Rollista
| Helena Bonham Carter | – Lady Jane Grey                     |
| Cary Elwes           | – Guilford Dudley                    |
| John Wood            | – John Dudley, Duke of Nothumberland |
| Michael Hordern      | – Doctor Feckenham                   |
| Jill Bennett         | – Mrs. Ellen                         |
| Jane Lapotaire       | – Princess Mary                      |
| Sara Kestelman       | – Frances Grey, Duchess of Suffolk   |
| Patrick Stewart      | – Henry Grey, Duke of Suffolk        |
| Warren Saire         | – King Edward VI                     |
| Joss Ackland         | – Sir John Bridges                   |
| Ian Hogg             | – Sir John Gates                     |
| Lee Montague         | – Renard, the Spanish Ambassador     |
| Richard Vernon       | – The Marquess of Winchester         |
| David Waller         | – Archbishop Cranmer                 |
| Richard Johnson      | – The Earl of Arundel                |